# Dag-nachtgrens

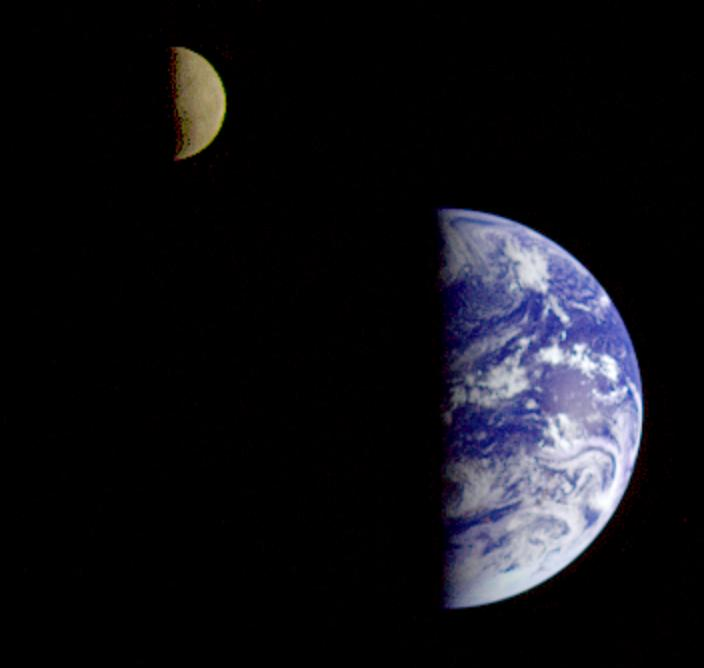
Aarde en maan met hun dag-nacht grens

De dag-nachtgrens, ook wel bekend als de terminator of schemerzone, is een fictieve verschuivende lijn die de nacht en de dag op een planeet of maan van elkaar scheidt. Op Aarde is deze grens een ruwweg cirkelvormige lijn met een diameter gelijk aan die van de Aarde. Met uitzondering van de poolgebieden passeert de grens elk gebied op Aarde tweemaal binnen 24 uur: bij zonsopkomst en bij zonsondergang.
De dag-nachtgrens wordt gedefinieerd als de meetkundige plaats op een planeet of maan waar de lijn door de zon of ster tangent is. De lijn scheidt de delen van de Aarde waar de zon schijnt van de delen waar de zon niet schijnt. De locatie van de grens verandert door de rotatie van de Aarde zelf, en de rotatie van de Aarde om de zon. De grens varieert ook per jaargetijde vanwege de hoek van de aarde ten opzichte van de zon.

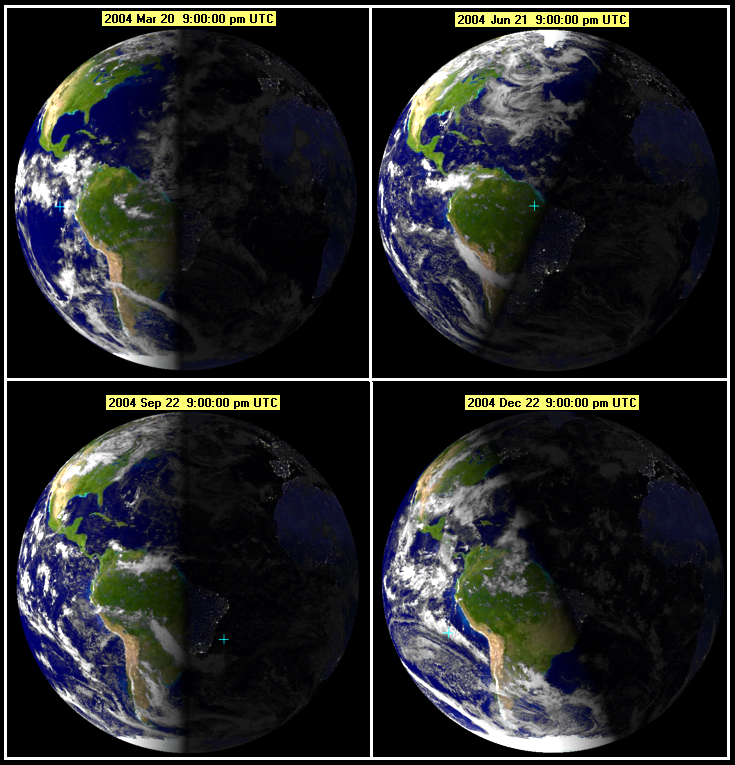
De oriëntatie van de dag-nachtgrens tussen het noordelijk- en zuidelijk halfrond varieert per seizoen.

Op de evenaar verschuift de dag-nachtgrens bij een plat oppervlak (zonder obstakels zoals bergen) met een snelheid van 1600 kilometer per uur. De snelheid kan nabij obstakels groter lijken dankzij de schaduw die dit obstakel werpt op het landschap erachter. Naar de polen toe verschuift de grens steeds langzamer, tot bijna nul kilometer per uur (resulterend in 24 uur zonlicht of 24 uur duisternis)
De Concorde en de Tupolev Tu-144 zijn de enige passagiersvliegtuigen die de maximumsnelheid van de dag-nachtgrens kunnen overtreffen. Tragere voertuigen kunnen de grens echter ook voorblijven bij een hogere breedtegraad. Vlak bij de polen is de grens lopend bij te houden.
Bestudering van de dag-nachtgrens kan informatie opleveren over het oppervlak van een planeet. De aanwezigheid van een atmosfeer kan bijvoorbeeld een verstrooide grens opleveren.
Radioamateurs maken vaak gebruik van de omstandigheden op de dag-nachtgrens om berichten over lange afstanden uit te zenden. Onder goede omstandigheden kunnen radiogolven langs de dag-nachtgrens naar antipodale punten reizen. Dit komt vooral omdat de D-laag, die normaal hoogfrequente signalen absorbeert, snel verdwijnt aan de donkere kant van de grens.